# 1976年ポルトガル議会選挙

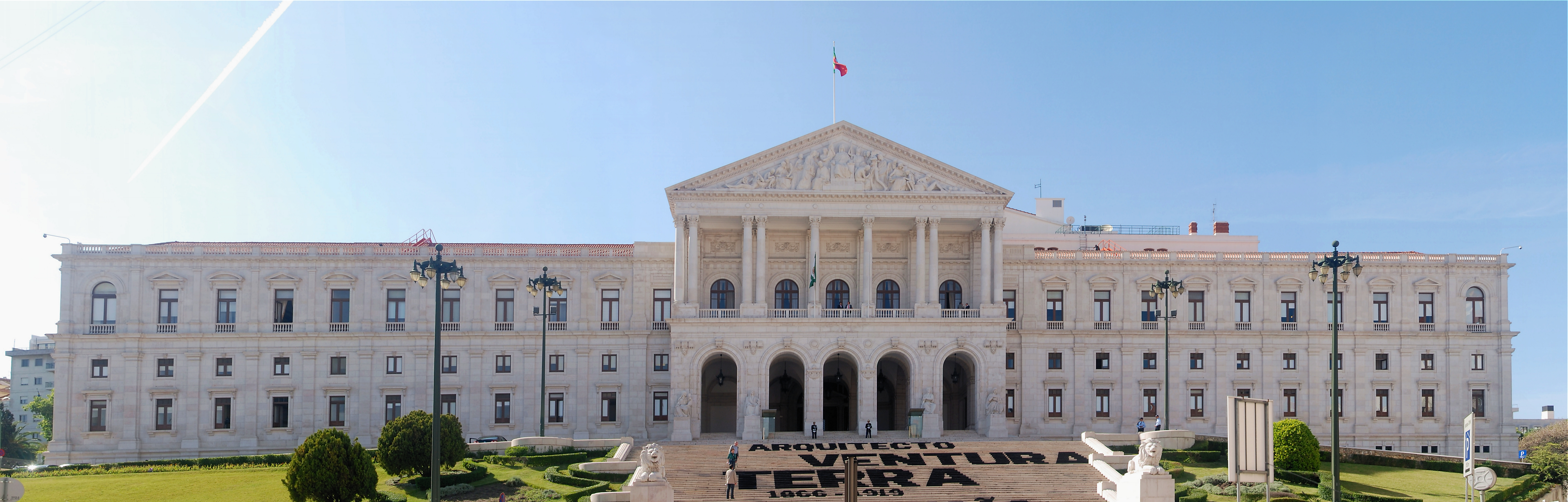
共和国議会議事堂（サン・ベント宮殿）

1976年ポルトガル議会選挙（1976ねんぽるとがるぎかいせんきょ、ポルトガル語：Eleições legislativas portuguesas de 1976）は、ポルトガル共和国の立法府である共和国議会（Assembleia da República）を構成する議員を選出するため、ポルトガル共和国新憲法の施行日である1976年4月25日に行われた選挙である。

## 選挙の概要
前年4月に行われた制憲議会選挙を経て発足した制憲議会で1976年4月2日に採択された新憲法に基づいて行われた初の共和国議会選挙で、14政党が参加して行われた。
- 議会定数：263議席
- 選挙制度[1]：比例代表制（拘束名簿式）
  - 有権者は政党に投票
  - 選挙区毎にドント式で各政党に比例配分
  - 議席阻止条項は無し
- 選挙区[2]：22選挙区（2～48名）
  - ポルトガル本土：18選挙区
  - アゾレス諸島：1選挙区
  - マデイラ諸島：1選挙区
  - 国外欧州内選挙区：1選挙区
  - 国外欧州外選挙区：1選挙区
- 有権者：選挙権と被選挙権は共に18歳以上のポルトガル国民

## 選挙結果
- 投票日：1976年4月25日
- 有権者数：6,564,667名

| 政党及び政党連合         | 得票数    | 得票率 | 議席数 |
| ------------------------ | --------- | ------ | ------ |
| 社会党 PS                | 1,912,921 | 34,89  | 107    |
| 人民民主党 PPD           | 1,335,381 | 24,35  | 73     |
| 民主社会中道党 CDS       | 876,007   | 15,98  | 42     |
| 統一人民同盟 APU         | 788,830   | 14,39  | 40     |
| 人民民主同盟 UDP         | 91,690    | 1,67   | 1      |
| その他の政党及び政党連合 | 220,936   | 4.03   | 0      |
| 全政党の合計             | 5,225,765 |        | 263    |
| 白票                     |           | 0.00   |        |
| 無効票                   | 257,696   | 1.71   |        |
| 全政党合計＋白票＋無効票 | 5,483,461 |        |        |

- 投票率：83.53%
- 出典
  - CNE Resultados Elecitorais Assembleia da República 25-04-1976
  - Assembleia da República - 25/04/1976 Informação Detalhada - Resultados Nacionais

制憲議会選挙で第一党となった中道左派のPSが引き続き第一党となった。しかし得票率と議席は制憲選挙の時より後退させる結果となり、旧サラザール派で中道右派のCDSが前回よりも得票と議席を増やして躍進した。議会選挙から2ヶ月後の6月27日には大統領選挙が行われ、PSに推されたアントニオ・エアネスがPPDとCDSの支持も受けて勝利し、ポルトガル第三共和政における初代大統領に就任した。そして大統領となったエアネスは7月16日にPSのマリオ・ソアレス書記長を首相に任命、同月23日にPS單獨の少数与党内閣が発足した。